# Krupp Hannibal Nachkriegsausführung
Die normalspurigen Dampflokomotiven Krupp Hannibal Nachkriegsausführung wurden von der Lokomotiv- und Waggonbaufabrik Krupp in Essen für Werkbahnen gebaut.
Nach dem Zweiten Weltkrieg war diese Lokomotivgattung die Fortführung der Krupp Hannibal mit geringen Änderungen. Es wurden insgesamt 31 Lokomotiven in drei Serien gebaut. Sie waren bei verschiedenen Werk- und Zechenbahnen im Einsatz und bis Anfang der 1970er Jahre im Dienst, eine sogar nach einer umfassenden Untersuchung bis 1986. Vier Lokomotiven sind bei Museumsbahnen oder als Denkmal erhalten.

## Geschichte und Einsatz
n1949 nahm Krupp die Fertigung von Lokomotiven wieder auf. Als Weiterentwicklung der vor dem Zweiten Weltkrieg gefertigten Krupp Hannibal entstanden 1949 20 Fahrzeuge einer Serie. Die Fahrzeuge waren bis auf die Verkleidung des Dampf- und des Sanddomes der Vorkriegsvariante sehr ähnlich.
1949 nahm Krupp die Fertigung von Lokomotiven wieder auf. Als Weiterentwicklung der vor dem Zweiten Weltkrieg gefertigten Krupp Hannibal entstanden 1949 20 Fahrzeuge einer Serie. Die Fahrzeuge waren bis auf die Verkleidung des Dampf- und des Sanddomes der Vorkriegsvariante sehr ähnlich.
1954 entstand mit der Fabriknummer Krupp 2831 eine überarbeitete Variante mit wesentlich verändertem Führerhaus und Zylinderpartie, von der in den Jahren 1953 und 1961 nochmals zehn Lokomotiven in zwei Serien gefertigt wurden.

### Krupp Treibstoffwerk
Die älteste bekannte erhaltene Lokomotive mit der Fabriknummer Krupp 2410 wurde 1951 an die Krupp Treibstoffwerke verkauft. Ende der 1950er Jahre wurde sie an die Zeche Hannover verkauft, wo sie die Nummer 22 erhielt. Die Lok wurde 1973 außer Dienst gestellt und befindet sich seit 1974 im Eisenbahnmuseum in Ijmuiden in den Niederlanden. Die Lok trägt erhielt den Namen Tom.

### Zeche Heinrich-Robert 7
Die Lokomotive mit der Fabriknummer Krupp 2412 wurde 1949 an die Zeche Heinrich-Robert geliefert, wo sie die Nummer 7 erhielt. 1970 wurde sie von der Ruhrkohle AG übernommen und erhielt die Bezeichnung D-718.
Nach der Ausmusterung wurde sie 1976 als Denkmal in Olfen aufgestellt.

### Eschweiler Bergwerks-Verein 9
Die Lok mit der Fabriknummer Krupp 3075 wurde nach den neuen Baugrundsätzen gefertigt. Eingesetzt war sie bei der Grube Anna und trug hier die Nummer 11. 1987 kam sie zum Verein zur Erhaltung historischer Eisenbahnfahrzeuge in Dollnstein, 1994 an einen Verein in den Niederlanden. Seit 2012 ist die Maschine bei den Osnabrücker Dampflokfreunden e. V. in Osnabrück-Piesberg.

### Domaniale I
Die Lok mit Fabriknummer Krupp 3436 wurde 1961 für DM 123.610,- an das Domaniale Steinkohlenbergwerk in Kerkrade in die Niederlande geliefert. Es war die letzte neu gelieferte Dampflokomotive in die Niederlande. Diese Lok in Nassdampfausführung enthielt ein graues Fahrwerkgestell und weinrote Kessel und Wasserkasten. Wegen ein schaden wurde die Lok schon 1968 ausgemustert. In 1969 wurde sie dann nach nur 8 Jahre verschrottet.

### Zeche Mathias Stinnes 3

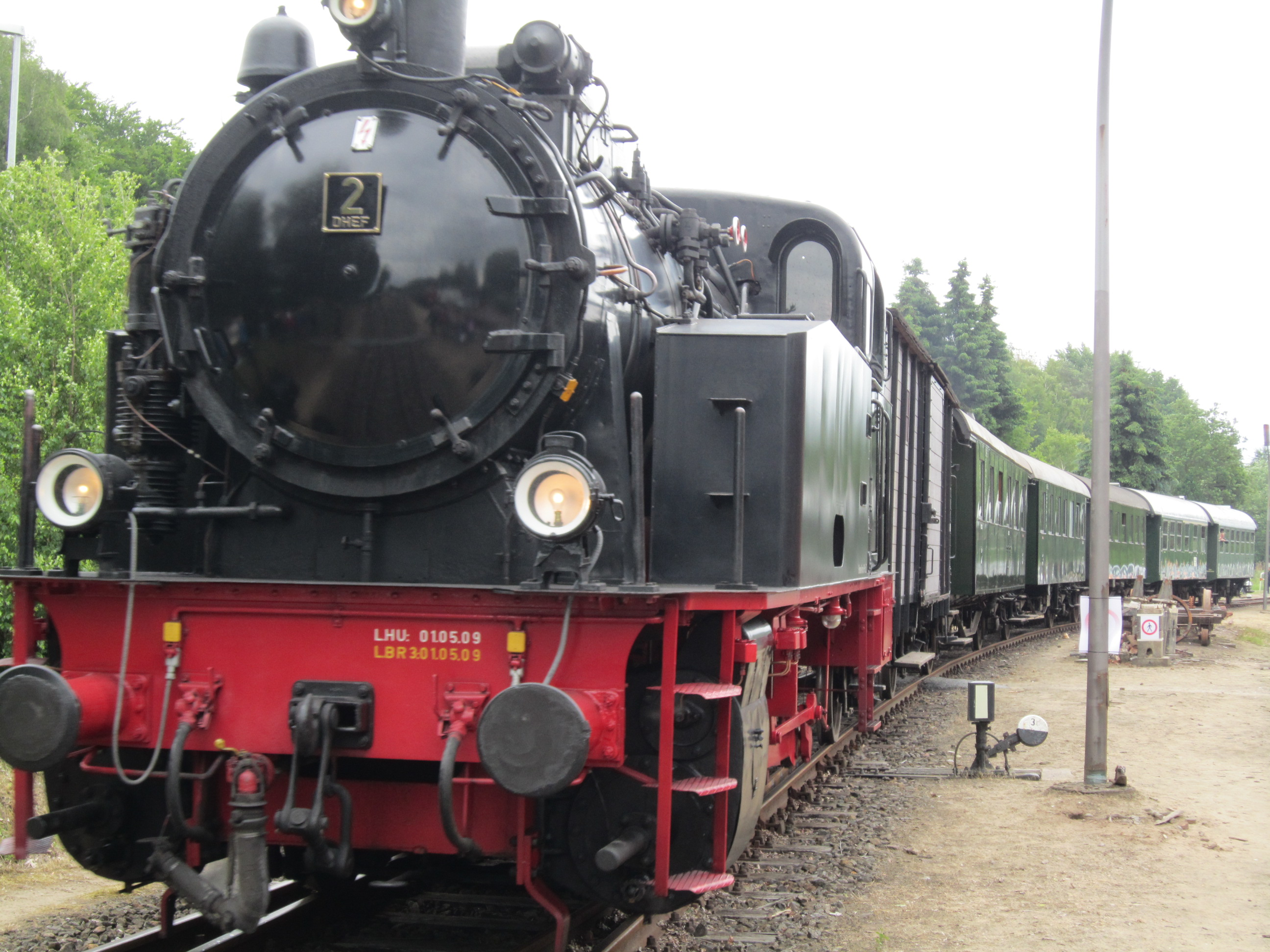
Krupp 3437 bei der Museumseisenbahn Jan Harpstedt

Die Lok mit der Fabriknummer Krupp 3437 wurde 1961 an die Zeche Mathias Stinnes geliefert. Sie ging 1966 an die Zeche Wilhelmine Mevissen und trug hier die Nummer 1III.
1970 wurde sie von der Ruhrkohle AG übernommen und 1973 ausgemustert. Danach wurde sie bei der Westfälische Lokomotiv-Fabrik Karl Reuschling in Hattingen grundlegend aufgearbeitet und fuhr anschließend bis 1986 bei der Grube Anna als Nummer 4III. Nach der Außerdienststellung 1986 kam sie 1987 zur Fränkischen Museums-Eisenbahn und 1999 zu den Delmenhorst-Harpstedter Eisenbahnfreunden e.V., wo sie als Nummer 2 im Einsatz ist.

## Technik
Die Lokomotive entsprach in ihrer ersten Ausführung noch sehr den Vorkriegsmaschinen. Sichtbarer Unterschied war die Verkleidung um den Sand- und Dampfdom.
Ab 1953 wurden die Lokomotiven nach den neuen Baugrundsätzen gebaut: mit geschweißtem Kessel mit neu konstruiertem Stehkessel und Rahmen. Alle Achsen waren fest im Rahmen gelagert, die Spurkränze der mittleren Achse waren geschwächt. Gegenüber der Vorkriegsvariante hatte sie eine geringere Zugkraft.
Das moderner gestaltete Führerhaus wurde geschlossen ausgeführt, die Stangen wesentlich einfacher gestaltet. Die Lokomotiven hatten eine Druckluftbremse Bauart Knorr, die auf alle Räder von vorn wirkte.